# Julius Lindgren
Julius Herbert Billy Lindgren, född 17 juli 1997 i Norrköping, är en före detta svensk fotbollsmålvakt svensk fotbollsmålvakt som senast spelade för Jönköpings Södra IF, på lån från IFK Norrköping.

## Karriär
Lindgren började spela fotboll i IFK Norrköping. Sedan han flyttades upp i A-laget har han varit utlånad till både IFK:s samarbetsklubb IF Sylvia och till småländska Husqvarna FF i perioder.
Han var bland annat med och spelade upp Sylvia från Division 2 till Division 1 säsongen 2017.
Under våren 2023 lånades Lindgren ut till FC Trollhättan i Ettan Södra över säsongen 2023. Den 27 februari 2024 lånades han ut till Jönköpings Södra på ett säsongslån.